# Айронтон (Міссурі)
Айронтон (англ. Ironton) — місто (англ. city) в США, в окрузі Айрон штату Міссурі. Населення — 1475 осіб (2020).

## Географія
Айронтон розташований за координатами 37°35′45″ пн. ш. 90°37′45″ зх. д. / 37.59583° пн. ш. 90.62917° зх. д. (37.595698, -90.629241).  За даними Бюро перепису населення США в 2010 році місто мало площу 3,60 км², з яких 3,48 км² — суходіл та 0,12 км² — водойми.

## Демографія
Згідно з переписом 2010 року, у місті мешкало 1460 осіб у 639 домогосподарствах у складі 375 родин. Густота населення становила 406 осіб/км².  Було 745 помешкань (207/км²).
Расовий склад населення:
| - 96,2 % — білих - 1,7 % — чорних або афроамериканців - 0,3 % — корінних американців - 0,1 % — азіатів |

До двох чи більше рас належало 1,6 %. Частка іспаномовних становила 1,5 % від усіх жителів.
За віковим діапазоном населення розподілялося таким чином: 20,1 % — особи молодші 18 років, 59,7 % — особи у віці 18—64 років, 20,2 % — особи у віці 65 років та старші. Медіана віку мешканця становила 41,9 року. На 100 осіб жіночої статі у місті припадало 89,4 чоловіків;  на 100 жінок у віці від 18 років та старших — 88,2 чоловіків також старших 18 років.
Середній дохід на одне домашнє господарство  становив 36 659 доларів США (медіана — 26 086), а середній дохід на одну сім'ю — 43 164 долари (медіана — 31 750). Медіана доходів становила 31 900 доларів для чоловіків та 24 896 доларів для жінок. За межею бідності перебувало 36,3 % осіб, у тому числі 59,2 % дітей у віці до 18 років та 14,4 % осіб у віці 65 років та старших.
Цивільне працевлаштоване населення становило 564 особи. Основні галузі зайнятості: освіта, охорона здоров'я та соціальна допомога — 31,6 %, публічна адміністрація — 13,1 %, виробництво — 12,6 %.